# Liste des édifices labellisés « Patrimoine du XXe siècle » de la Haute-Vienne
La liste des édifices labellisés « Patrimoine du xxe siècle » de la Haute-Vienne recense les édifices ayant reçu le label « Patrimoine du xxe siècle » en Haute-Vienne en France. Au 26 août 2014, ils sont au nombre de trente-deux dans le département dont vingt-quatre à Limoges. Depuis 2016, le label n'existe plus, remplacé par la reconnaissance « Architecture contemporaine remarquable ».
- Pour les édifices labellisés « Patrimoine du XXe siècle » de la commune de Limoges, voir la Liste des édifices labellisés « Patrimoine du XXe siècle » de Limoges.

## Liste
| Monument                                               | Commune                   | Adresse | Coordonnées                      | Notice | Protection        | Date            | Illustration                                           |
| ------------------------------------------------------ | ------------------------- | ------- | -------------------------------- | ------ | ----------------- | --------------- | ------------------------------------------------------ |
| Ancienne colonie du Four                               | Cieux                     |         | 45° 59′ 32″ nord, 1° 00′ 11″ est |        |                   | 21 janvier 2008 | Image manquante Téléverser                             |
| Église du nouveau bourg                                | Oradour-sur-Glane         |         | 45° 56′ 07″ nord, 1° 02′ 12″ est |        | Inscrit MH (2012) |                 | Église du nouveau bourg                                |
| Nouveau bourg                                          | Oradour-sur-Glane         |         | 45° 56′ 07″ nord, 1° 02′ 12″ est |        |                   | 8 octobre 2007  | Nouveau bourg                                          |
| Maison Bontemps                                        | Panazol                   |         | 45° 53′ 00″ nord, 1° 24′ 04″ est |        |                   | 25 mars 2002    | Image manquante Téléverser                             |
| Pont du Dognon                                         | Saint-Laurent-les-Églises |         | 45° 56′ 41″ nord, 1° 31′ 02″ est |        |                   | 25 mars 2002    | Pont du Dognon                                         |
| Villa Monteux                                          | Saint-Martin-Terressus    |         | 45° 54′ 53″ nord, 1° 27′ 56″ est |        | Inscrit MH (1998) |                 | Image manquante Téléverser                             |
| Centre culturel Jean-Pierre Fabrègue                   | Saint-Yrieix-la-Perche    |         | 45° 31′ 09″ nord, 1° 12′ 56″ est |        |                   | 25 mars 2002    | Centre culturel Jean-Pierre Fabrègue                   |
| Centre international d'art et du paysage de Vassivière | Beaumont-du-Lac           |         | 45° 48′ 12″ nord, 1° 52′ 14″ est |        |                   | 25 mars 2002    | Centre international d'art et du paysage de Vassivière |

## Source
- [PDF] « Label patrimoine du XXe siècle Haute-Vienne », sur culturecommunication.gouv.fr, 26 août 2014